# نولان ريتشي
نولان ريتشي (الاسم العلمي:Nolana reichei) هو نوع نباتي يتبع جنس النولان من فصيلة الباذنجانية.